# Famille von Graffenried
La famille von Graffenried, ou parfois de Graffenried, est une famille patricienne d'ascendance aristocratique germanique bernoise et bâloise.

## Histoire
La famille est mentionnée dès 1270 à Grafenried.

## Possessions
Anton von Graffenried est seigneur de Muhleren.
Son fils, Anton von Graffenried, obtient par mariage les seigneuries de Carrouge et de Corcelles et la coseigneurie de Mézières.
La famille possède la seigneurie de Gerzensee de 1606 à 1651.

## Charges exercées par la famille
Abraham von Graffenried est membre du Grand Conseil de Berne, bailli de Frienisberg, grand sautier, gouverneur d'Aigle et avoyer de Berne.
Anton von Graffenried est membre du Grand Conseil dès 1599, châtelain de Gessenay de 1605 à 1611, membre du Petit Conseil dès 1611, banneret de la corporation des Boulangers en 1613, trésorier du Pays allemand de 1614 à 1623 et avoyer de Berne dès 1623.
Son fils, également appelé Anton, est membre du Grand Conseil de Berne en 1621, bailli de Grandson de 1625 à 1630 et membre du Petit Conseil de Berne en 1631.
Christoph est membre du Grand Conseil de Berne dès 1635, bailli de Nidau  de 1642 à 1648 et membre du Petit Conseil dès 1651.
Abraham von Graffenried est membre du Grand Conseil de Berne en 1735, bailli de Vevey de 1740 à 1746, avoyer de Morat de 1760 à 1765 et membre du Petit Conseil de Berne dès 1768.
Son fils, également appelé Abraham, est membre du Grand Conseil dès 1775 et bailli d'Aubonne en 1784.

## Généalogie
- Emmanuel de Graffenried (1914-2007)
- Alec von Graffenried (1962-)
- Michael von Graffenried (1957-)
- Christoph von Graffenried (1661-1743)

- Burchardus de Gravenrieth[1]
  - Pierre
    - Nicolas
      - Pierre
      - Jean
        - Nicolas
          - Jean Rodolphe
            - Nicolas

## Armoiries
Les Graffenried portent jusque vers 1500 : d'or au tronc d'arbre écoté de sable, accompagné de deux étoiles de gueules. Dès 1500 ils portent : d'or au tronc d'arbre de sable, allumé de gueules et mouvant de trois coupeaux de sinople, accompagné de deux molette d'éperons de gueules.

### Ouvrages
- Marcel Godet, Henri Türler et Victor Attinger, Dictionnaire historique & biographique de la Suisse, vol. 3, Neuchâtel, Imprimerie Paul Attinger, 1926 (lire en ligne), p. 514-517

### Articles
- Hans Braun / AN, « Graffenried, von (de) » dans le Dictionnaire historique de la Suisse en ligne, version du 17 juillet 2007.
- Hans Braun / AN, « Graffenried, Abraham von (1533-1601) » dans le Dictionnaire historique de la Suisse en ligne, version du 2 décembre 2005.
- Hans Braun / AN, « Graffenried, Abraham von (1700-1775) » dans le Dictionnaire historique de la Suisse en ligne, version du 2 décembre 2005.
- Hans Braun / AN, « Graffenried, Abraham von (1738-1821) » dans le Dictionnaire historique de la Suisse en ligne, version du 2 décembre 2005.
- Hans Braun / AN, « Graffenried, Anton von » dans le Dictionnaire historique de la Suisse en ligne, version du 24 juillet 2013.
- Hans Braun / AN, « Graffenried, Anton von » dans le Dictionnaire historique de la Suisse en ligne, version du 2 décembre 2005.
- Hans Braun / AN, « Graffenried, Bernhard von » dans le Dictionnaire historique de la Suisse en ligne, version du 10 janvier 2006.
- Hans Braun / AN, « Graffenried, Christoph von » dans le Dictionnaire historique de la Suisse en ligne, version du 2 décembre 2005.
- Hans Braun / AN, « Graffenried, Emanuel von » dans le Dictionnaire historique de la Suisse en ligne, version du 21 mars 2005.
- Hans Braun / FP, « Graffenried, Emanuel von » dans le Dictionnaire historique de la Suisse en ligne, version du 2 décembre 2005.